# Extrusanus oryssus
Extrusanus oryssus är en insektsart som beskrevs av Hamilton 1995. Extrusanus oryssus ingår i släktet Extrusanus och familjen dvärgstritar. Inga underarter finns listade i Catalogue of Life.